# Liste der Bodendenkmäler in Wachtendonk
Die Liste der Bodendenkmäler in Wachtendonk enthält die denkmalgeschützten unterirdischen baulichen Anlagen, Reste oberirdischer baulicher Anlagen, Zeugnisse tierischen und pflanzlichen Lebens und paläontologischen Reste auf dem Gebiet der Gemeinde Wachtendonk im Kreis Kleve in Nordrhein-Westfalen (Stand: Oktober 2020). Diese Bodendenkmäler sind in Teil B der Denkmalliste der Gemeinde Wachtendonk eingetragen; Grundlage für die Aufnahme ist das Denkmalschutzgesetz Nordrhein-Westfalen (DSchG NRW).
| Bild           | Bezeichnung                                        | Lage              | Beschreibung | Bauzeit | Eingetragen seit | Denkmal- nummer |
| -------------- | -------------------------------------------------- | ----------------- | ------------ | ------- | ---------------- | --------------- |
|                | Teilstück Nordkanal                                | Herongen          |              |         | 20.06.1986       | 1               |
|                | Jülicher Straße                                    | Wankum            |              |         | 02.05.1988       | 2               |
|                | Grabhügelgruppe Wankumer Heide                     | Wankum            |              |         | 03.05.1988       | 3               |
|                | Grabenrechteck                                     | Wankum            |              |         | 03.05.1988       | 4               |
| weitere Bilder | Burgwüstung                                        | Wachtendonk Karte |              |         | 03.05.1988       | 5               |
|                | Niederungsmotte / Draakenkastell                   | Wankum            |              |         | 03.05.1988       | 6               |
|                | Teilstück Nordkanal                                | Wankum            |              |         | 03.05.1988       | 7               |
|                | Harzbecker bzw. Lyngsenschanze                     | Wankum            |              |         | 03.05.1988       | 8               |
|                | Vorster Schanze                                    | Wankum            |              |         | 03.05.1988       | 9               |
|                | Landwehr                                           | Wankum            |              |         | 04.05.1988       | 10              |
|                | Hofesfeste Haus Holtheyde                          | Wachtendonk       |              |         | 16.07.1991       | 11              |
|                | Wasserburg Haus Langenfeld                         | Wankum            |              |         | 16.07.1991       | 12              |
|                | Wasserburg Haus Ingenraedt                         | Wankum            |              |         | 16.07.1991       | 13              |
|                | Niederungsmotte Haus Pellant oder Pellander        | Wankum            |              |         | 16.07.1991       | 14              |
|                | Brunnen Ecke Weinstraße/Mühlenstraße               | Wachtendonk       |              |         | 16.07.1991       | 15              |
|                | Raketenstation Wankumer Heide aus dem Kalten Krieg | Wankum            |              |         | 17.03.2020       | 16              |